# Peiting
Peiting è un comune tedesco di 11 820 abitanti, situato nel land della Baviera.

## Amministrazione

### Gemellaggi
- Calvi dell'Umbria